# Young Guns
Young Guns — англійський альтернативний рок-гурт сформований у Хай-Віком Бакінгемширі. На даний момент випущено 4 повноформатних альбоми, 3 міні-альбоми та 12 синглів. Сингл «Bones» досяг № 1 в Billboard Active Rock Charts в травні 2013.

## Історія

### Mirrors EP і All Our Kings Are Dead (2008—2010)
22 червня 2009 року група представила міні-альбом «Mirrors», до якого входили пісні «Weight of the World» і «Daughter of the Sea», після чого почала гастролювати і в серпні була на розігріві у Lostprophets. Через рік, у липні 2010-го Young Guns випускають свій перший повноформатний альбом «All Our Kings Are Dead» під власним лейблом «Live Forever». Альбом досягає No. 43 в UK Albums Chart і No. 3 в обох чартах UK Rock і Indie album charts.
Впродовж року група грає на багатьох британських рок-фестивалях, включаючи Download Festival і Reading Festival. Після цього Young Guns починають невеликий тур по Британії. З 15 лютого група грає на розігріві у All Time Low і Yellowcard. 10 липня 2011-го року дебютний альбом був перевиданий.

### Bones (2011—2013)
Осінню 2011 року група почала запис нового альбому в студії Karma Sound Studios в Таїланді з продюсером Денном Веллером. 13 жовтня 2011-го року був випущений сингл «Learn My Lesson», а в наступному місяці була оголошена дата релізу та назва альбому. В грудні було випущено montage-video «Brothers In Arms». 2 січня 2012-го року відбулась прем'єра відеокліпу на головну пісню альбому — «Bones», а сам сингл вийшов 20 січня.
Другий альбом «Bones» вийшов в Британії 20 вересня 2012-го року. Young Guns провели тиждень в Нью-Йорку, виступаючи на фестивалі Apple Store in SOHO, а також провели гру «питання-відповідь» з фанатами. 22 жовтня 2012-го вийшов відеокліп на пісню «You Are Not».
В грудні 2013-го року, разом з Asking Alexandria, відкривали концерти Bullet For My Valentine.

### «Ones and Zeros» і «Echoes» (2014—теперішній час)
6 січня 2014-го Young Guns почали запис нового альбому на Virgin EMI Records. В квітні стало відомо, що група виступить на Reading and Leeds Festival. 7 серпня на BBC Radio був представлений перший сингл з третього альбому — «I Want Out». Він одразу отримав хороші відгуки і став номером 1 в iTunes Rock Chart.
8 червня 2015-го року вийшов третій альбом «Ones and Zeros», а у вересні 2016-го четвертий «Echoes».

## Учасники гурту
- Густав Вуд—вокал
- Фрейзер Тейлор—гітара
- Джон Тейлор—рит-гітара, бек-вокал
- Саймон Мітчел — бас-гітара
- Кріс Камрада — барабани, перкусія

## Дискографія

### Альбоми
| Рік  | Назва                  | Лейбл                       |
| ---- | ---------------------- | --------------------------- |
| 2010 | All Our Kings Are Dead | Live Forever                |
| 2012 | Bones                  | Live Forever, Wind-Up, PIAS |
| 2015 | Ones and Zeros         | Wind-Up                     |
| 2016 | Echoes                 | Wind-Up                     |